# Jamaree Bouyea
Jamaree Ray-Shaun Bouyea (Seaside, 27 de junho de 1999) é um jogador norte-americano de basquete profissional que atualmente joga no Milwaukee Bucks da National Basketball Association (NBA) e no Wisconsin Herd da G-League.
Ele jogou basquete universitário pela Universidade de São Francisco.

## Carreira no ensino médio
Bouyea jogou basquete pela Palma School em Salinas, Califórnia. Em seu terceiro ano, ele teve média de 18 pontos e levou seu time a final estadual. Em sua última temporada, ele teve médias de 19,1 pontos e 6,1 assistências. Bouyea tornou-se o primeiro jogador em 18 temporadas a se repetir como Jogador do Ano do Condado de Monterey. Ele foi pouco recrutado e considerou frequentar uma escola preparatória por um quinto ano. Ele aceitou uma oferta da Universidade de São Francisco, o único programa da Divisão I da NCAA a oferecer-lhe uma bolsa de basquete.

## Carreira universitária
Como calouro em San Francisco, Bouyea teve média de 2,5 pontos, com um aproveitamento de 32,7% nos arremessos de quadra. Em seu segundo ano, ele teve médias de 6,2 pontos e 3,3 rebotes. Ele se tornou titular regular em seu terceiro ano e teve médias de 12,2 pontos, 4,4 rebotes e 3,5 assistências, sendo selecionado como Menção Honrosa da equipe ideal da West Coast Conference (WCC). Em 27 de novembro de 2020, Bouyea liderou San Francisco a uma vitória surpreendente por 61-60 contra Universidade da Virgínia, contribuindo com 19 pontos e seis assistências. Em 18 de fevereiro de 2021, ele marcou 33 pontos, seu recorde na carreira, em uma derrota por 68-63 para Loyola Marymount. Em seu último ano, Bouyea teve médias de 17,3 pontos, 3,7 assistências e 3,7 rebotes, sendo selecionado para a Primeira-Equipe da WCC. Ele optou por retornar à universidade para uma quinta temporada. Bouyea foi novamente nomeado para o Primeiro Time da WCC em 2022. Em 17 de março de 2022, Bouyea marcou 36 pontos, seu recorde na carreira, durante a derrota de 92-87 na prorrogação para Murray State, na rodada de abertura do torneio da NCAA.

## Carreira profissional

### Sioux Falls Skyforce / Miami Heat / Washington Wizards (2022–2023)
Após não ser selecionado no draft da NBA de 2022, Bouyea assinou com o Miami Heat em 14 de julho de 2022. Ele foi dispensado em 13 de outubro.
Em 24 de outubro de 2022, Bouyea entrou para o elenco de treinamento do Sioux Falls Skyforce da G-League.
Em 7 de fevereiro de 2023, Bouyea assinou um contrato de 10 dias com o Miami Heat. Ele fez sua estreia na NBA contra o Houston Rockets em 10 de fevereiro e, em 19 de fevereiro, foi readquirido pelo Skyforce.
Em 3 de março de 2023, Bouyea assinou um contrato de 10 dias com o Washington Wizards, retornando ao Sioux Falls após o término do contrato.
Em 1º de julho de 2023, Bouyea assinou um contrato de duas vias com o Miami Heat, mas foi dispensado em 27 de setembro. Em 30 de outubro, ele retornou ao Skyforce.

### Portland Trail Blazers (2023)
Em 12 de novembro de 2023, Bouyea assinou um contrato de duas vias com o Portland Trail Blazers. No entanto, foi dispensado em 22 de novembro.

### Retorno a Sioux Falls (2023–2024)
Em 25 de novembro de 2023, Bouyea retornou ao Sioux Falls Skyforce da G-League.

### San Antonio/Austin Spurs (2024–2025)
Em 2 de março de 2024, Bouyea assinou um contrato de duas vias com o San Antonio Spurs, mas em 15 de setembro foi dispensado pelos Spurs. Contudo, ele foi recontratado em 18 de outubro e dispensado no dia seguinte. Em 29 de outubro, ele voltou ao Austin Spurs da G-League.

### Milwaukee Bucks (2025–Presente)
Em 4 de março de 2025, o Milwaukee Bucks anunciou que assinou com Bouyea um contrato de duas vias.

## Estatísticas da carreira

### NBA

#### Temporada regular
| Ano      | Equipe      | PJ | PT | MPJ  | AP   | 3P    | LL   | RT  | AS  | BR  | TO | PPJ |
| -------- | ----------- | -- | -- | ---- | ---- | ----- | ---- | --- | --- | --- | -- | --- |
| 2022–23  | Miami       | 4  | 0  | 16.3 | .462 | .400  | .500 | 1.3 | 1.0 | 1.0 | .5 | 3.8 |
| 2022–23  | Washington  | 1  | 0  | 5.5  | .000 | .000  | —    | 1.0 | .0  | .0  | .0 | .0  |
| 2023–24  | Portland    | 6  | 0  | 9.5  | .238 | .000  | —    | 1.7 | 1.3 | .0  | .0 | 1.7 |
| 2023–24  | San Antonio | 3  | 0  | 12.6 | .714 | 1.000 | —    | 3.0 | 1.0 | .3  | .0 | 3.7 |
| Carreira | Carreira    | 14 | 0  | 10.9 | .353 | .350  | .500 | 1.7 | .8  | .3  | .1 | 2.3 |

### Universitário
| Ano      | Equipe        | PJ  | PT  | MPJ  | AP   | 3P   | LL   | RT  | AS  | BR  | TO | PPJ  |
| -------- | ------------- | --- | --- | ---- | ---- | ---- | ---- | --- | --- | --- | -- | ---- |
| 2017–18  | San Francisco | 36  | 10  | 13.3 | .327 | .231 | .682 | 1.7 | .9  | .7  | .3 | 2.5  |
| 2018–19  | San Francisco | 31  | 2   | 23.0 | .467 | .306 | .654 | 3.3 | 1.3 | .9  | .5 | 6.2  |
| 2019–20  | San Francisco | 34  | 34  | 33.1 | .492 | .310 | .671 | 4.4 | 3.5 | 1.6 | .6 | 12.2 |
| 2020–21  | San Francisco | 25  | 25  | 33.7 | .500 | .370 | .754 | 3.6 | 3.8 | 1.6 | .2 | 17.3 |
| 2021–22  | San Francisco | 34  | 34  | 36.2 | .470 | .367 | .755 | 5.0 | 4.0 | 1.8 | .9 | 17.3 |
| Carreira | Carreira      | 160 | 105 | 27.8 | .451 | .316 | .703 | 3.6 | 2.7 | 1.3 | .5 | 11.1 |

## Links externos
- Biografia do San Francisco Dons